# Arlington (Oregon)
Arlington je město v okrese Gilliam County ve státě Oregonu ve Spojených státech amerických.
K roku 2000 zde žilo 524 obyvatel. S celkovou rozlohou 5,4 km² byla hustota zalidnění 113,7 obyvatel na km².